# Canton de Rennes-Centre-Ouest
Le canton de Rennes-Centre-Ouest est un ancien canton français située dans le département d'Ille-et-Vilaine et la région Bretagne.

## Composition

Rennes découpée en cantons. Les points sont les bureaux de vote.

Rennes (fraction) : les quartiers de la Touche, Papu, Bourg-l'Évêque, Moulin du Comte, Chézy-Dinan.

## Histoire
Le canton de Rennes-Centre-Ouest est créé par le décret du 16 janvier 1985 renommant le canton de Rennes-II.
Il est supprimé par le redécoupage cantonal de 2014.

## Représentation
| Période | Période | Identité        | Étiquette | Qualité |
| ------- | ------- | --------------- | --------- | --- |
| 1985    | 1998    | Yves Fréville   | UDF       | Député de la troisième circonscription d'Ille-et-Vilaine (1988-1997), sénateur d'Ille-et-Vilaine (1998-2008), professeur à l'université de Rennes, conseiller municipal de Rennes (1983-1995) |
| 1998    | 2015    | Marcel Rogemont | PS        | Cadre, adjoint au maire de Rennes (1977-1997), député de la troisième circonscription d'Ille-et-Vilaine (1997-2002 et 2007-2017), élu en 2015 dans le canton de Rennes-5                      |

## Démographie
| 1990   | 1999   | 2006   | 2011   | 2012   |
| ------ | ------ | ------ | ------ | ------ |
| 19 765 | 21 264 | 22 623 | 23 464 | 23 476 |